# Penisola di Kowloon
La penisola di Kowloon (in italiano anche penisola di Caolun; in inglese Kowloon Peninsula) è una penisola che costituisce la parte meridionale dei territori di terraferma del territorio di Hong Kong. La penisola, assieme all'area nota come New Kowloon forma il centro abitato di Kowloon.
Dal punto di vista geografico il termine penisola di Caolun può essere steso ad indicare l'area situata a sud della catena montuosa di cui fanno parte Beacon Hill, Lion Rock, Tate's Cairn, e Kowloon Peak. La penisola ospita cinque dei 18 distretti amministrativi in cui è divisa Hong Kong. La penisola, protesa nel Victoria Harbour, è bagnata a nordest dalla baia di Caolun.

## Terre sottratte al mare
La penisola è stata notevolmente ingrandita nel tempo con la sottrazione di terre al mare, avvenuta in diverse fasi. Nell'area meridionale e in quella occidentale il processo risale addirittura a prima del 1904. Entro il 1982 invece erano state sottratte al mare un gran numero di porzioni di territorio lungo il lungomare di Tsim Sha Tsui. La sottrazione di terre al mare nella zona di ovest di Kowloon, parte del più vasto programma noto come Airport Core Programme, era stata in gran parte effettuata già nel 1995.

## Galleria d'immagini

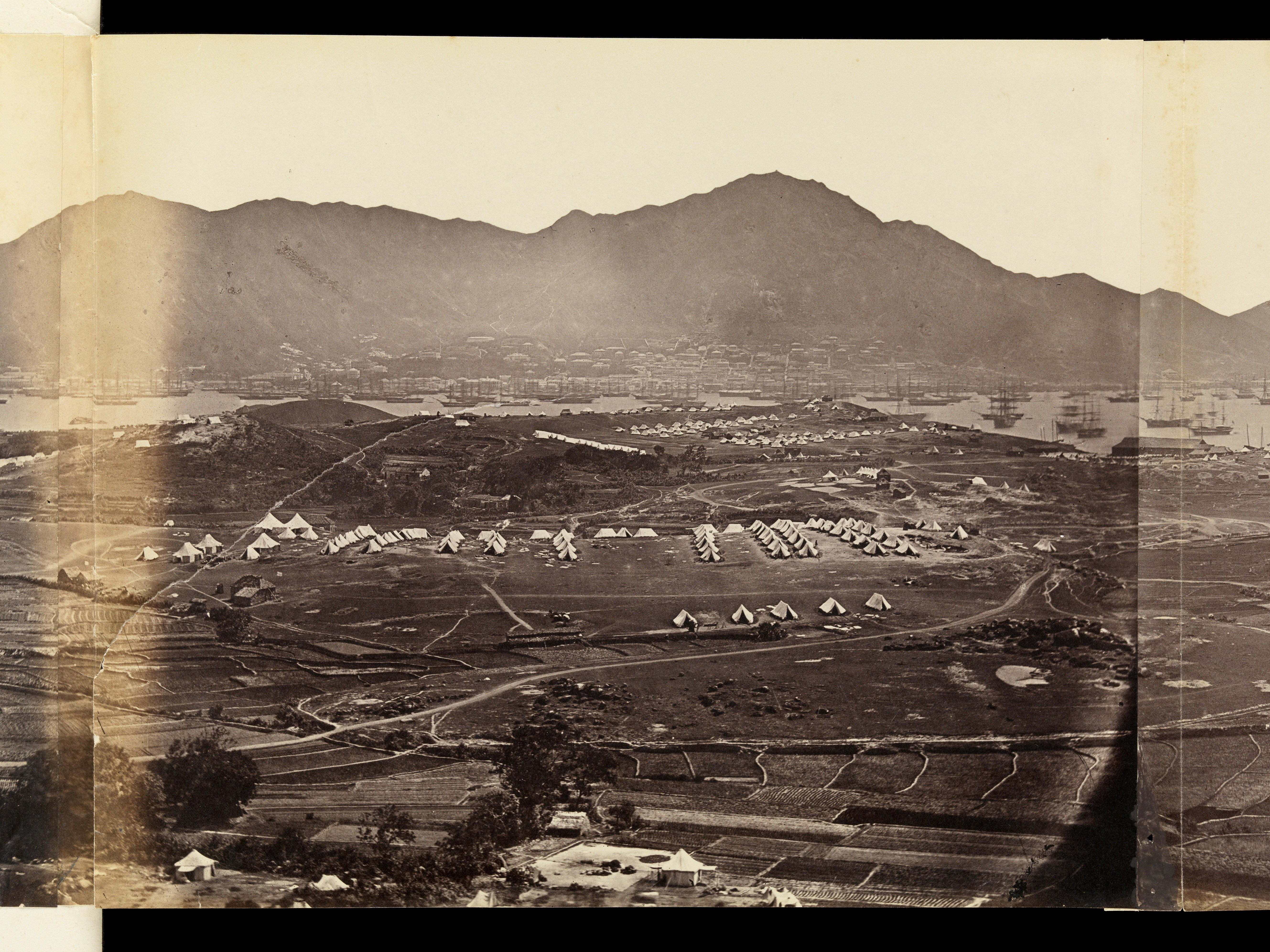
Accampamenti militari nella penisola di Caolun (1860)
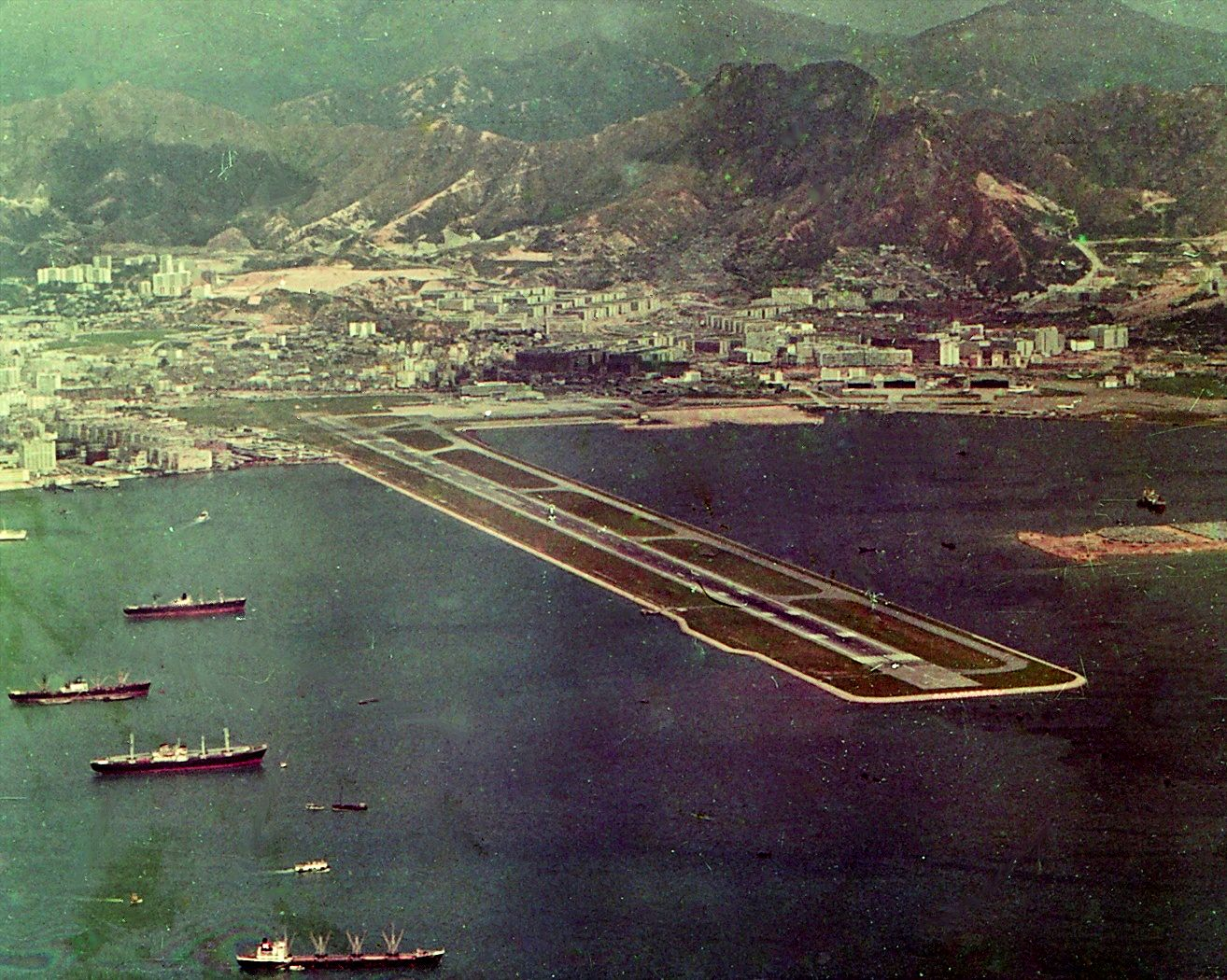
Il vecchio aeroporto di Hong Kong, l'aeroporto Kai Tak, era situato a Kowloon; fotografia del 1971
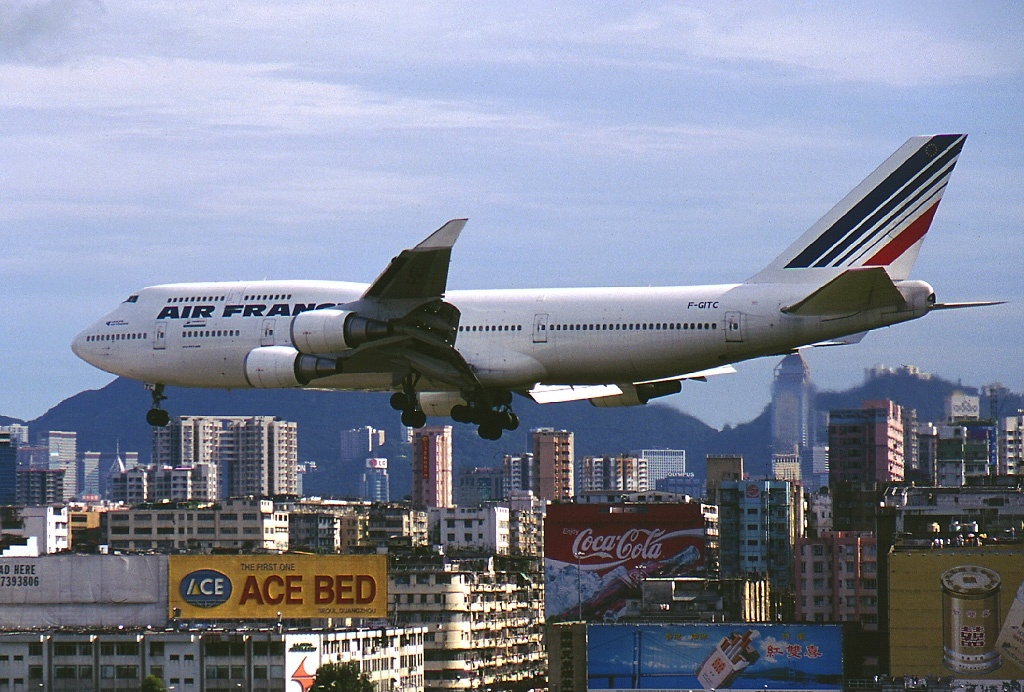
Un Boeing 747 di Air France in fase d'atterraggio nel vecchio aeroporto sorvola Kowloon